# 儒城温泉
儒城温泉（유성온천、ユソンオンチョン）は、大韓民国の大田広域市郊外（儒城区）にある温泉。市の中心街から西へ11kmほど離れたところにある。大都市近郊にありホテル、飲食街が建ち並ぶ。大田国際博覧会会場や2002年のワールドカップの会場にもなった競技場も近い。街路には無料の足湯施設もある。

## 伝承
儒城温泉には以下のような伝承が存在する。
百済時代の末期、新羅との戦争で大怪我をした息子を持つ母親が、この地に湧き出る温泉で鶴を見た。鶴は温泉に翼を沈めると、なんと怪我が治った。それを見た母親が息子を連れて、その温泉に浸からせたところ同様に怪我が綺麗に治った。

## 歴史
- 東国与地勝覧（1481年編纂）によると、李氏朝鮮の初代国王李成桂や、3代国王の太宗が入浴したことがあるという。
- 1912年、公州の実業家であり富豪の金甲淳がこの近辺を買収し開発した[1]ことから本格的な開発が始まった。
- 1918年に儒城温泉ホテル（現・儒城ホテル）が開業[2]。
- 1922年には大田温泉株式会社として株式上場を果たす。
- 1923年から南満州鉄道が温泉の一部を買収、経営参加する。1927年頃には娯楽場も設営され賑わった[3]。
- 1958年にはホテルリベラ儒城の前身であるマンニョンチャンホテル（만년장호텔）開業[4]。
- 1986年アジア競技大会、1988年ソウルオリンピックの大田選手村として再開発され、各ホテルは新築や改装を実施。1993年大田国際博覧会の会場にも近く、主要宿泊地として賑わった。
- 1994年、観光特区指定を受ける。

## アクセス
- 大田駅から地下鉄で20分程度。儒城温泉駅5番出口から徒歩数分。
- 大田広域市の中心部からバスで30から40分程度。また市外バスターミナルもある。

## 泉質
- 弱アルカリ性
- 単純ラジウム泉